# Alv Jakob Fostervoll

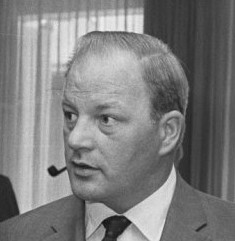
Alv Jakob Fostervoll (1974)

Alv Jakob Fostervoll (* 20. Januar 1932 in Kristiansund, Møre og Romsdal; † 15. Juni 2015) war ein norwegischer Politiker der Arbeiderpartiet, 1971/72 und erneut 1973 bis 1976 Verteidigungsminister in den Regierungen Bratteli I und Bratteli II.
Nach seinem Ausscheiden aus der aktiven Politik arbeitete er 25 Jahre lang von 1977 bis 2002 als Regierungspräsident (Fylkesmann) in Møre og Romsdal.

## Leben

### Offizier, Lehrer und Kommunalpolitiker
Fostervoll, Sohn des Chefingenieurs Alv Kristian Fostervoll und dessen Ehefrau Astrid Gaustad, trat nach dem Realschulexamen in Kristiansund und dem Besuch der Volkshochschule von Nordmøre 1950 in die Armee ein und wurde nach dem Besuch eines Feldartillerie-Kurses 1954 Offizier und danach zwischen 1955 und 1977 Reserveoffizier.
Er absolvierte ein Studium am Lehrerseminar von Volda und war nach der Lehramtsprüfung zwischen 1956 und 1967 an der Volksschule in Kristiansund tätig.
Von 1959 und 1967 saß er für die Ap im Gemeindevorstand von Kristiansund, von 1967 bis 1969 als Vize-Bürgermeister.
Zwischenzeitlich war er 1961 Absolvent eines Jugend- und Übungsleiterkurses in Stockholm und von 1961 bis 1962 einer Fortbildung für Pädagogik an der Norwegischen Lehrerhochschule NLHT (Norges Lærerhøgskole) in Trondheim. Während seines dortigen Studiums war er Vorsitzender der Pädagogischen Vereinigung der NLHT sowie von 1962 bis 1965 Vorsitzender des Verbandes für Arbeiter-Erwachsenenbildung AOF (Arbeidernes Opplysningsforbund). Später war er zwischen 1967 und 1977 Rektor der Grundschule von Gomalandet, einem Stadtteil von Kristiansund.
Zugleich war Fostervoll von 1965 bis 1969 Vorsitzender der Ap in Nordmøre und Mitglied im Provinzparlament (Fylkesting) von Møre og Romsdal 1967 bis 1969.

### Storting-Mitglied und Verteidigungsminister
Er wurde als Kandidat der Arbeiterpartei bei der Wahl vom 8. September 1969 in das Storting gewählt.
Am 17. März 1971 wurde er von Ministerpräsident Trygve Bratteli zum Verteidigungsminister in dessen erste Regierung berufen, der er bis zum Ende von Brattelis Amtszeit am 18. Oktober 1972 angehörte. Im Anschluss blieb er als Vorsitzender des Kontrollausschusses für den Nachrichtendienst 1972/73 der Verteidigungspolitik verbunden.
Das Amt des Verteidigungsministers bekleidete er auch in Brattelis zweiter Regierung vom 16. Oktober 1973 bis zum 15. Januar 1976.

### Fylkesmann
Nach seinem Ausscheiden aus dem Storting wurde Fostervoll als Nachfolger von Kåre Ellingsgård 1977 Regierungspräsident (Fylkesmann) von Møre og Romsdal. Dieses Amt bekleidete er 25 Jahre lang bis zu seiner Ablösung durch Ottar Befring 2002.
Fostervoll übernahm im Laufe der Jahre über 40 verschiedene ehrenamtliche Tätigkeiten: 1977 und 1990 Vorsitzender der Betriebsversammlungen der Horten Verft A/S; 1977 bis 1982 Ausschussvorsitzender für Beschäftigungsförderung im Fylke Møre og Romsdal; 1977 und 1987 Vorsitzender der Steuerungsgruppe für die Festlandverbindung von Kristiansund und Frei; 1983 bis 1996 Vorsitzender des Stiftungsrates der Molde Domkirke; 2003 bis 2007 Vorsitzender des Festausschusses von Kristiansund; 2004 bis 2006 Vorsitzender Jubiläumskomitees der Nordlandet Kirke Kristiansund.
Fostervoll fungierte von 1981 bis 1989 als Präsident der Norwegischen Verteidigungsvereinigung NFF (Norges Forsvarsforening) und wurde 1995 zum Ehrenmitglied ernannt. 1995 bis 2007 führte er den Vorsitz im Norwegischen Atlantikkomitee DNAK (Den norske Atlanterhavskomité).

## Ehrungen und Auszeichnungen
Für seine Verdienste wurde Fostervoll mehrmals ausgezeichnet und erhielt unter anderem die Jubiläumsmedaille zum 25-jährigen Thronjubiläum von Olav V. als König von Norwegen (Kong Olav Vs jubileumsmedalje 1957–1982) (1982), die Verdienstmedaille der Heimatverteidigung (Heimevernets Fortjenstmedalje) (1984) sowie die Auszeichnung der Norwegischen Verteidigungsvereinigung (Norges Forsvarsforenings Hederstegn) (1991).
Darüber hinaus wurde er 1993 Kommandeur 1. Klasse des Dannebrogordens, 1995 Kommandeur des Sankt-Olav-Ordens sowie 1998 Kommandeur des Kronenordens von Belgien.

## Veröffentlichungen
- Ny på NLHT, Trondheim 1962
- Aktuelle forsvars- og sikkerhetspolitiske spørsmål, Oslo 1972
- Den vestlige forsvarsallianse i dag, Oslo 1974
- Vår sikkerhets- og forsvarspolitikk, Oslo 1975